# Руби Гилман: Тийн кракен
„Руби Гилман: Тийн кракен“ (на английски: Ruby Gillman, Teenage Kraken) е американска компютърна анимация от 2023 г., продуцирана от „Дриймуъркс Анимейшън“ и разпространена от „Юнивърсъл Пикчърс“. Режисьор е Кърк ДеМико, сценарият е на Пам Брейди. Озвучаващият състав се състои от Лана Кондор, Тони Колет, Ани Мърфи, Сам Ричардсън, Лиза Коши, Уил Форте, Колман Доминго, Джабуки Йънг-Уайт, Блу Чапман, Едуардо Франко, Рамона Йънг, Ечо Келъм, Никол Байър и Джейн Фонда. 
Премиерата на филма се състои в международния фестивал на анимация „Анси“ на 15 юни 2023 г. и излиза по кината в Съединените щати на 30 юни 2023 г.

## Актьорски състав
- Лана Кондор – Руби Гилман[3]
- Тони Колет – Агата Гилман, майка на Руби[3]
- Ани Мърфи – Челси
- Сам Ричардсън – Брил, чичо на Руби
- Колман Доминго – Артър Гилман, баща на Руби
- Уил Форте – Гордън Лайтхаус
- Джабуки-Йънг Уайт – Конър, скейбордист и гадже на Руби
- Лиза Коши – Марго
- Блу Чапман – Сам Гилман, брат на Руби
- Джейн Фонда – Маминка, кралицата-войн на седемте морета, баба на Руби[3]
- Едуардо Франко – Тревин
- Рамона Йънг – Блис
- Ечо Келъм – Дъг
- Никол Байър – Джанис